# Soirées musicales Op. 6
Soirées musicales Op. 6 és una composició de Clara Wieck que va ser escrita entre 1834 i 1836. Estilísticament, es tracta d'una sèrie de peces romàntiques que van ser editades per Friedrich Hofmeister i dedicades a Henriette Voigt. Entre elles es troben algunes de les peces més importants de la primera etapa compositiva de Clara Wieck, com el nocturn en re menor.
| «                                                               | Com els brots abans que les ales de color s'explotin en una esplendor obert, captivador i significatiu per la vista, com totes les coses que contenen el futur dins de si mateixes | » |
| — Robert Schumann, Neue Zeitschrift für Musik, 12 setembre 1837 | |   |

## Context al voltant de su creació
El Op. 6 va ser editat com un conjunt de peces de caràcter per Friedrich Hofmeister el 6 de novembre de 1836; a París per Richault i a Hamburgo per A. Cranz en 1837.
Clara dedica aquest opus a una pianista del cercle d'amics dels Wieck-Schumann; Madamme Henriette Voigt (1808-1839), com a agraïment d'un piano que li va regalar el 30 de setembre del mateix any.

## Interpretacions
Es té registrat en el seu diari ocasions en què ella va tocar algunes d'aquestes peces per separat:
- Al maig de 1834 a Dresden
- Per Chopin el 12 de setembre de 1836, a Leipzig.[2] Segons relfeja el diari de Wieck, el jove compositor va quedar impressionat i entusiasmat i es va quedar una còpia del manuscrit.[3]
- I hi va haver a l'almenys 5 intepretaciones més de mazurkas entre el 1836 i 1838.[3]

## Anàlisi de les peces
Totes elles tenen una forma ternària bàsica, i dins de cadascuna hi ha subseccions que aporten a la narrativa de cada obra segons el tipus de peça.
| Ordre edició | Títol     | Tonalitat | Indicació caràcter | Seccions principals | Comentaris |
| ------------ | --------- | --------- | ------------------ | ------------------- | --- |
| 1.           | Toccatina | La menor  | Presto             | A - B - A'          | Els temes A i A' són del caràcter rítmic i articulat característics de les tocates. La secció central expresivo e tranquilo, està en el relatiu menor i és una secció lírica contrastant. |
| 2.           | Nocturn   | Fa major  | Andante con moto   | A-B-A'-CODA         | L'acompanyament Sempre legato té seqüències harmòniques que aporten inestabilitat tonal pel que fa a la situació de la manera (més o menys). La melodia entra amb el material de la secció lírica de la toccatina. Aquesta primera secció consta de dues parts (la segona és una variació de la primera) i dona pas a la secció contrastant Piu mosso, en re menor i amb aires de siciliana. Retorna al tempo I després d'una modulació dolente que ens transporta a la secció A '(tempo I) i seguidament a la coda en la qual s'esvaeixen a poc a poc les idees musicals. |
| 3.           | Masurca   | Sol Menor | Moderato           | A-B-A'              | Aquesta masurca obre amb dolore i legato la priemera secció que combina temes en rubato amb risoluto. La secció B Tranquil i dolce, es desenvolupa en sol major. La tercera sección A' dolente i tenuto dona peu al tema inicial en re menor amb unes variacions que li aporten sensació de llunyania. |
| 4.           | Balada    | Re menor  | Andante con moto   | A-pont-B-A'-coda    | Peça molt expressiva i amb molts contrastos temàtics. Després de dos compassos que situen el tipus d'acompanyament, comença la melodia plena d'ornaments que frase a frase va transformant-fins a arribar a un fragment per tocar a piacere. Això dona peu a la segona part d'A, que destaca pel punt culminant que modula a l'relatiu major (fa major) i just deprés enllaça amb un Stringendo i rubato con anima a l'più mosso ed appasionato. Aquesta espècie de pont amb pedal a la, prepara i s'acumula la tensió de dominant que resol en re major, on apareix la secció B de la balada amb característiques més polifòniques i orquestrals. Ve seguit sotto voce, d'un passatge que comença alliberant tensió amb una escala que reafirma la tonalitat de re major. Després de 30 compassos de desenvolupament del nou material temàtic, reapareix en tempo I el tema inicial amb variacions, seguit de la coda final que pren material de B fins diluir-se totalment en una cadència picarda. |
| 5.           | Masurca   | Sol major | Con moto           | A-B-A'              | Caràcter risoluto combinat amb motius lírics i jugetones (adorns), les seccions A i A' juguen amb els contrastos de agògica i de dinàmica. La part central està en mi major i contrasta sent més estable: dolcissimo. |
| 6.           | Polonesa  | La menor  | Non troppo Allegro | A-B-A'-coda         | Se subdivideix en subseccions disposats com un rondó. La part central contrasta sobretot per l'articulació stacatto, té un passatge central més líric i dolce. Just abans de tornar amb el tema A variat, apareix una variació en mode menor del tema staccatto, el qual va anticipar el final de la peça tempo ed apassionato. |

## Passatges reutilitzats per Robert Schumann
Robert Schumann agafa dues idees d'aquest opus:
- En primer lloc inclou la baixada melòdica del principi del Nocturn com una veu llunyana "Stimme aus der Ferne" a la Novelette Op. 21. (exemples 1 i 2)
- També en el principi de la Mazurka en sol major, obre Davidsbündlertänze i usa el motiu a la resta de l'obra. (Exemples 3 i 4)

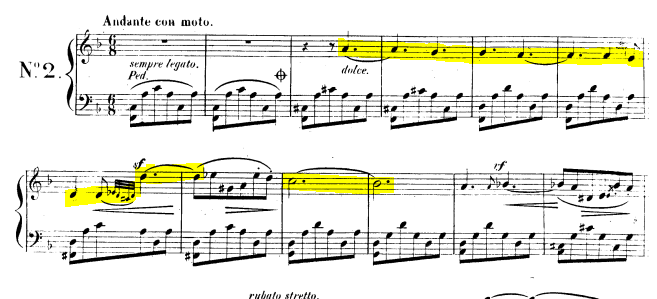
Exemple 1: melodia Nocturn Op. 6 Clara Wieck
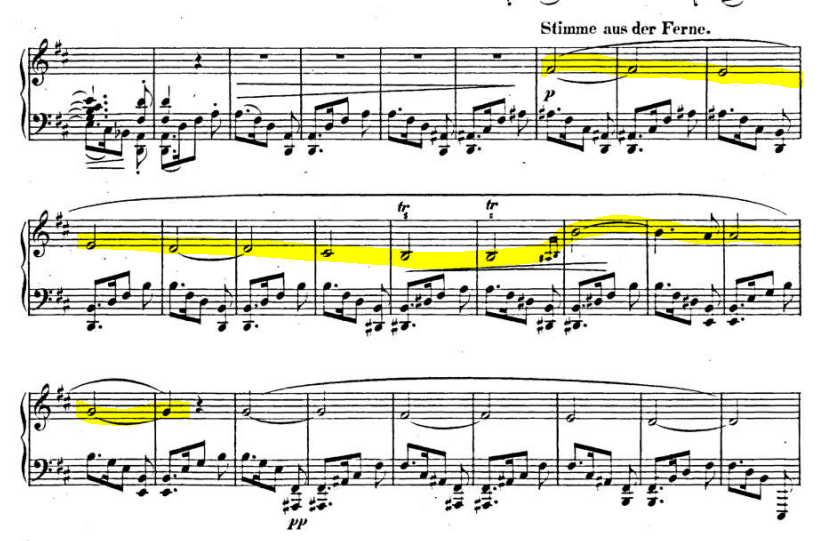
Exemple 2: Stime aus der Frende, Novelette 8 Robert Schumann
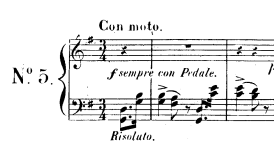
Exemple 3: Masurca en sol major Clara Wieck
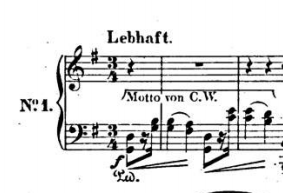
Exemple 4: Davisbündlertänze motto von CW, Robert Schumann